# Algernon Blackwood
Algernon Henry Blackwood (14 de marzo de 1869-10 de diciembre de 1951) fue un escritor inglés de relatos fantásticos, además de periodista y narrador de radio.
Sus obras son consideradas por varios críticos como las mejores de la literatura del horror y de lo extraño, junto a las de sus contemporáneos Lord Dunsany y Arthur Machen. Destacan especialmente El centauro, Los sauces y El Wendigo.

## Biografía
Blackwood nació en Shooter's Hill (localidad que forma hoy parte de Londres, pero pertenecía entonces a Kent) en el seno de una estricta familia victoriana. Fue el tercero de cinco hijos de Sir Arthur Blackwood, trabajador del Tesoro y posteriormente Secretario de Correos; y de Harriet Sydney Dobbs, viuda de George Montagu, VI duque de Mánchester.
Durante su infancia estuvo constantemente expuesto al fervor religioso de sus padres y de aquellas personas involucradas en su comunidad religiosa, su padre en particular dictaba clases de biblia, organizaba reuniones de carácter religioso y otras actividades relacionadas. Desde pequeño manifestó un gran interés en la naturaleza, disfrutaba tanto de pequeñas exploraciones nocturnas o de las vacaciones que tomaba periódicamente con su familia. Esta pasión por la naturaleza la compartía con su padre, contribuyendo enormemente al vínculo que poseían. Por el lado de la religión Algernon sentía mucho respeto y admiración por la dedicación de sus padres, en su biografía escrita por Mike Ashley se cuenta como Blackwood describía a sus padres:

«"Auténticos ejemplos de santidad", añadiendo que por su padre "sentía una especial devoción amorosa, pues él realmente ‘vivía’ sus creencias"» 
Mike Ashley

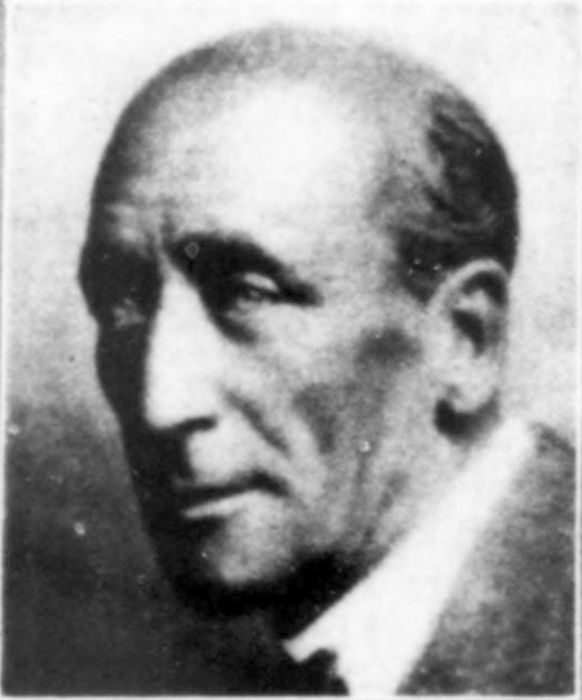
Retrato de Blackwood en 1917

Estudió en el Wellington College pero con el tiempo sus resultados académicos fueron empeorando hasta que, eventualmente, se fue y su familia lo destinó a Alemania para educarse en la Escuela de la Hermandad Morava en Konigsfeld, Selva Negra. El estricto estilo de vida que experimentó entre monjes y otros jóvenes, cargado de espiritualidad, meditación y reflexión le hicieron una persona más desprendida de lo material. A lo largo del poco más de un año que permaneció en Alemania se fue interesando cada vez más en la religiosidad externa al cristianismo. A su regreso comenzó a estudiar creencias orientales más enfocadas en un mundo esotérico y ligado a la naturaleza, cosa que a pesar de no ir en línea con los dogmas cristianos fue tolerado por su padre.
A medida que iba creciendo comenzó a tener dudas sobre su futuro, fue entonces cuando se embarcó hacia Norteamérica y desempeñó oficios muy variados: barman, editor, periodista de The New York Times, secretario particular, empresario, granjero y profesor de violín. De vuelta a Inglaterra, comenzó a escribir relatos de terror, con gran éxito. Como a otros escritores británicos del género, por ejemplo Arthur Machen, se le relaciona con la Golden Dawn, organización secreta cuyas enseñanzas pudieron haber influido en la peculiar atmósfera mágica de sus cuentos.
Su obra es citada como una de las principales influencias de H. P. Lovecraft; de hecho, su célebre relato La llamada de Cthulhu se inicia con una cita de Blackwood y en su ensayo El horror sobrenatural en la literatura Lovecraft declara:

«Es el maestro absoluto e indiscutido de la atmósfera fantástica».

Blackwood murió el 10 de diciembre de 1951, de una trombosis cerebral por arteriosclerosis. Fue incinerado en el crematorio de Golders Green en Londres. Al cabo de unas semanas su sobrino llevó sus cenizas al puerto de Saanenmöser en el cantón de Berna en Suiza.

## Personalidad
Blackwood era particularmente amante de la naturaleza, gozaba de viajar y explorar regiones donde la industrialización aún no devoraba los paisajes. La exploración de lugares indómitos le era una forma de escapar de la estrictica vida que le imponía la religión y la sociedad que le rodeaba, en su obra Episodes Before Thirty escribió:

«En tiempos de dificultad, como también en tiempos de alegría,
era hacia la Naturaleza adonde siempre me volvía instintivamente.
En esos momentos de emoción más profunda, cuando los individuos
necesariamente deben estar solos, y sin embargo más que nunca
requieren de compañía comprensiva,
era la Naturaleza, solo la Naturaleza, la que podía consolarme».

Debido su experiencia en la Escuela de la Hermandad Morava en Konigsfeld fue que Algernon desarrolló una tendencia al ascetismo, tanto los monjes como los jóvenes que atendían a la escuela estaban sometidos a un estricto régimen que involucraba mucha actividad física y tiempo de meditación e introspección.

«Todo el entorno de esta escuela morava era de una belleza tan sencilla que creaba justo la atmósfera propicia para vidas consagradas a Dios sin trompetas ni ostentación. Todo ello dejó en mí una impresión de grandeza, de elevación y de religión auténtica... y de una Divinidad no especialmente activa solo los domingos».

## Obra
Publicó diez libros de historias cortas y en los años 40 y 50 participó a menudo en radio y televisión como lector en las mismas. Escribió también catorce novelas, la mayor parte de las cuales quedaron inéditas. Amaba apasionadamente la naturaleza, y muchas de sus historias dan fe de ello. Uno de sus relatos, Los sauces (1908), se considera una de las mejores historias sobrenaturales jamás escritas.
Escribió también una autobiografía centrada en sus primeros años, Episodios antes de los treinta (1923).

### Estilo
Aunque Blackwood escribió varias historias terroríficas, generalmente su obra busca provocar asombro, más que horror. Sus mejores historias son un prodigio de construcción, ambiente y sugerencia.

### Listado de obras

#### Novelas
- The Empty House and other Ghost Stories (1906)
- The Listener and Other Stories (1907)
- John Silence, Physician Extraordinary (1908)
- Jimbo: A Fantasy (1909a)
- The Education of Uncle Paul (1909b)
- The Human Chord (1910)
- The Centaur (1911)
- A Prisoner in Fairyland (1913); secuela de The Education of Uncle Paul
- The Extra Day (1915)
- Julius LeVallon (1916a)
- The Wave (1916b)
- The Promise of Air (1918a)
- The Garden of Survival (1918b)
- The Bright Messenger (1921); secuela de Julius LeVallon
- Dudley & Gilderoy: A Nonsense (1929)

Novelas infantiles:
- Sambo and Snitch (1927)
- The Fruit Stoners: Being the Adventures of Maria Among the Fruit Stoners (1934)

#### Teatro
- The Starlight Express (1915)
- Karma (1918)
- The Crossing (1920a)
- Through the Crack (1920b)
- White Magic (1921a)
- The Halfway House (1921b)
- Max Hensig (1929)

#### Colecciones de cuentos cortos
- The Empty House and Other Ghost Stories (1906)
- The Listener and Other Stories (1907)
- John Silence (1908)
- The Lost Valley and Other Stories (1910)
- Pan's Garden: a Volume of Nature Stories (1912)
- Ten Minute Stories (1914a)
- Incredible Adventures (1914b)
- Day and Night Stories (1917)
- Wolves of God, and Other Fey Stories (1921)
- Tongues of Fire and Other Sketches (1924)
- Ancient Sorceries and Other Tales (1927a)
- The Dance of Death and Other Tales (1927b)
- Strange Stories (1929)
- Short Stories of To-Day & Yesterday (1930)
- The Willows and Other Queer Tales (1932)
- Shocks (1935)
- The Tales of Algernon Blackwood (1938)
- Selected Tales of Algernon Blackwood (1942)
- Selected Short Stories of Algernon Blackwood (1945)
- The Doll and One Other (1946)
- Tales of the Uncanny and Supernatural (1949)
- In the Realm of Terror (1957)
- The Dance of Death and Other Stories (1963)
- Selected Tales of Algernon Blackwood (1964)
- Tales of the Mysterious and Macabre (1967)
- Ancient Sorceries and Other Stories (1968)
- Best Ghost Stories of Algernon Blackwood (1973)
- The Best Supernatural Tales of Algernon Blackwood (1973)
- Tales of Terror and Darkness (1977)
- Tales of the Supernatural (1983)
- The Magic Mirror (1989)
- The Complete John Silence Stories (1997)
- Ancient Sorceries and Other Weird Stories (2002)
- Algernon Blackwood's Canadian Tales of Terror (2004)

#### No ficción
Además de más de cien artículos publicados, ensayos, prefacios y reseñas de libros que aún no se han recopilado, Blackwood escribió solo un libro de no ficción, una memoria de su juventud:
- Episodes Before Thirty (1923)

## Edición en castellano
- Descenso a Egipto y otros relatos inquietantes. Colección Gótica. Valdemar. 2023.
- El Wendigo y otros relatos extraños y macabros. Colección Gótica. Traducción Francisco Torres Oliver, José María Nebreda y Marta Lila Murillo. Valdemar. 2020. ISBN 978-84-7702-908-3.
- Un estruendo sobre las frondas. Traducción Óscar Mariscal. Hermida Editores. 2018. ISBN 978-84-948365-4-1.
- Los sauces. Traducción Óscar Mariscal. Hermida Editores. 2017. ISBN 978-84-945619-7-9.
- Varios autores (2013, 2014). «Algernon Blackwood, El Wendigo». Antología universal del relato fantástico. Colección Ars brevis. Edición y prólogo de Jacobo Siruela (Segunda edición). Vilaür: Ediciones Atalanta. ISBN 978-84-942276-5-3.
- Varios autores (2003). «Algernon Blackwood, Los sauces». El horror según Lovecraft. Traducción Francisco Torres Oliver. Siruela. ISBN 978-84-7844-666-7.
- John Silence, investigador de lo oculto. Traducción Javier Sánchez García-Gutiérrez. Valdemar. 2002, 2017. ISBN 978-84-7702-419-4 / ISBN 978-84-7702-869-7.
- Varios autores (2002). «Algernon Blackwood, El campamento del perro». Los hombres-lobo. Traducción Francisco Torres Oliver. Siruela. ISBN 978-84-7844-619-3.
- Culto secreto y otros relatos. Traducción Borja García Berjero. Alianza. 2000. ISBN 978-84-206-3718-1.
- El valle perdido. Traducción Francisco Torres Oliver. Siruela. 1990. ISBN 978-84-7844-022-1.
- La casa vacía. Traducción Francisco Torres Oliver. Siruela. 1989, 2003. ISBN 978-84-7844-006-1 / ISBN 978-84-7844-736-7.